# Archipelvlek
Een archipelvlek is een veel voorkomende, onschuldige, aangeboren blauw-grijze gepigmenteerde pigmentvlek bij baby's en jonge kinderen. Kinderen met veel huidpigment met onder meer een Aziatische, Afrikaanse of Oceanische achtergrond hebben een grotere kans op archipelvlekken. Bij kinderen met minder huidpigmentatie met onder meer een Europese achtergrond komt het minder voor. 
Het is een blauwzwarte, grijsgrauwe of soms donkerbruine vlek met golvende grenzen en een onregelmatige vorm. De vlekken kunnen overal op de huid voorkomen maar zitten meestal op de stuit en de rug. De vlek ziet er dan extra donker, soms zelfs zwart-blauw uit. De grootste vlek zit meestal boven de billen. De afmetingen variëren van 1 centimeter tot wel 30 centimeter of groter.
In het eerste levensjaar worden de plekken als regel donkerder van kleur. In de jaren daarna worden de plekken juist lichter en op het eind van de kleuterleeftijd zullen de meeste archipelvlekken verdwenen zijn. Hoe kleiner de vlek, hoe groter de kans dat hij uiteindelijk zal verdwijnen. De vlekken verdwijnen vanzelf na 3 tot 5 jaar of vervagen aanzienlijk tegen de puberteit.
Een archipelvlek kan na de geboorte nog weleens aangezien worden voor een blauwe plek als gevolg van een geboortetrauma of wordt ten onrechte aangezien als sporen van kindermishandeling.
Archipelvlekken werden vroeger mongolenvlek genoemd, naar het Engelse Mongolian spot. De term "mongolenvlek" suggereert ten onrechte een associatie met het syndroom van Down. Door de blauwachtige kleur van de vlek werd vroeger de spottende naam blauwe in Nederland vaak gebruikt voor mensen van Indische afkomst. Misvattingen over de archipelvlek bestaan overigens al eeuwenlang: Hippocrates, de grondlegger van de geneeskunde, meende dat de plekken ontstonden tijdens de zwangerschap als gevolg van een klap tegen de buik van de zwangere moeder.